# Parc d'État du fleuve Guadalupe
Le parc d'État du fleuve Guadalupe (Guadalupe River State Park) est un parc d'État des États-Unis situé sur une partie du fleuve Guadalupe dans les comtés de Kendall et de Comal, au nord-ouest de la ville de Bulverde (Texas).